# Onil
Onil és una població del País Valencià situat a la comarca de l'Alcoià, concretament a la subcomarca de la Foia de Castalla.

## Bandera
La bandera d'Onil és un símbol vexil·lològic del municipi i va ser ideat en època contemporània. De fet, fou aprovat per resolució de 20 de desembre de 1999 de la conselleria d'Administració Pública de la Comunitat Valenciana. Publicat en el DOGV núm. 3.673, del 25 de gener de 2000. En el DOGV núm. 3.715 (el 23 de març del mateix any) s'hi varen corregir errades.

## Topònim
Segons postulen especialistes en la matèria, el nom de lloc Onil sembra ser d’època preromana i d'origen i significació encara desconeguts. Al marge dels plantejaments d’especialista, és natural que s’hagen formulat diverses temptatives d’explicació, més innocents, del topònim Onil. Les que més s’han difós, i han anat repetint-se fins hui en dia, són argumentacions candoroses, basades generalment en el mecanisme de l'etimologia popular, és a dir, aquella que tracta d’oferir una explicació simple a fets de major complexitat o simplement inintel·ligibles:
- S’hat pensat, fantasiejant una vaga època de fundació, que la paraula Onil podria derivar del terme onyx, la denominació grega i llatina del mineral ònix. S’hi han adduït fins i tot raons geològiques.
- En un opuscle del segle xvii, s’argumenta ingènuament (fent també suposicions fantasioses sobre una hipotètica fundació històrica del lloc en temps dels romans) que Onil podria derivar del terme ovil, atenent al fet que en una fosca època primigènia pogué ser un lloc (ovil) on es recollien ramats.
- Molt sovint s’ha pensat també que Onil podria estar relacionat amb el mot conill.

Són explicacions càndides, que però segurament han influït en el sorgiment del gentilici popular colivenc, que probablement no és anterior al segle xix. L’apel·latiu popular per a referir-se als habitants d’Onil (colivenc, colivenca, colivencs i colivenques) podria derivar de la paraula covil, ara bé, partint d’idees i suggestions errades però assumides acríticament (per exemple, la desencertada associació entre Onil i ovil o entre Onil i conill). L'explicació que se'n sol donar està basada en l’antic costum local de criar conills en conilleres anomenades covils.

## Història
Malgrat la possible antiguitat del topònim Onil, del lloc no se'n tenen evidències d'una ocupació continuada anterior a l'època musulmana. Durant la conquesta de Jaume I, Onil (documentat com a Unill) fou pres pel Sayd Abu-Zaid, antic rei de València, qui, després de convertir-se al cristianisme, es declara vassall del monarca de la Corona d'Aragó i obté el reconeixement del seu domini de la població el 1244. El matrimoni de la filla del Sayd Abu-Zaid amb el fill del cavaller Ximén Pérez d'Arenós permeté al novençà adquirir el senyoriu d'Onil, que el 1251 és entregat a Jaume I a canvi de Xest i Vilamarxant per a ser cedit posteriorment a Albert de Lavània el 1268. Des d'eixe moment el senyoriu d'Onil i Castalla, enlairat més tard a baronia per Pere IV el 1362, fou passant per diversos amos (primerament, la família Vilanova, després els ducs de Béjar) fins a acabar, a mitjan segle xviii, en poder dels marquesos de Dosaigües. Obté el títol de vila per la seua adhesió a Felip d'Anjou durant la guerra de Successió i és inclòs en la Governació de Xixona el 1707. Els 1.080 habitants (onilencs o onilers) del 1715 es converteixen en 2.700 el 1794; 2.663 el 1860; 3.020 el 1910; 6.974 el 2003, quan el 74% de la població activa estava dedicada a la indústria. L'origen de la jogueteria d'Onil, principal sector de la seua economia, es remunta al 1878. Entre el 1900 i 1950 hi existien diverses empreses de nines, 38 en els anys 60 i 35 el 1970, any en què la producció arribava al 60% de la totalitat espanyola del sector. L'empresa més reeixida del sector és Famosa.
El seu terme té 48,4 km².

## Monuments i llocs d'interés
- Palau del marqués de Dosaigües – Palau Municipal
- Església parroquial de Sant Jaume Apòstol
- Convent de monges agustines justinianes concepcionistes
- Casa residencial de la família Payà

## Demografia
Té una població de 7.622 habitants (INE 2007). Un 7,0% de la població d'Onil és, segons el cens del 2007, de fora de l'estat.
| Població | 2.918 | 2.920 | 2.897 | 2.948 | 2.877 | 2.919 | 3.185 | 4.733 | 6.144 | 6.550 | 6.829 | 7.466 | 7.622 | 8.068 |  |

## Política i Govern

### Composició de la Corporació Municipal
El Ple de l'Ajuntament està format per 13 regidors. En les eleccions municipals de 26 de maig de 2019 foren elegits 9 regidors del Partit Socialista del País Valencià (PSPV-PSOE), 3 del Partit Popular (PP) i 1 d'Unides Podem-Esquerra Unida Onil (Podem-EUPV).
| Eleccions municipals de 26 de maig de 2019 - Onil                                                                              |                                          |                                     |                                     |        |          |          |
| Candidatura | Candidatura                              | Candidatura                         | Cap de llista                       | Vots   | Vots     | Regidors |
| | Partit Socialista del País Valencià-PSOE |                                     | Humildad Guill Fuster               | 2.345  | 59,28%   | 9 (+4)   |
| | Partit Popular                           |                                     | Cristina Adela Tango Oller          | 747    | 18,88%   | 3 ()     |
| | Unides Podem - Esquerra Unida Onil       |                                     | Yago José Ribera Sánchez            | 371    | 9,38%    | 1 (-1)   |
| | Altres candidatures                      |                                     |                                     | 466    | 11,78%   | 0 ( -3)  |
| | Vots en blanc                            |                                     |                                     | 27     | 0,68%    |          |
| Total vots vàlids i regidors                                                                                                   | Total vots vàlids i regidors             | Total vots vàlids i regidors        | Total vots vàlids i regidors        | 3.956  | 100 %    | 13       |
| | Vots nuls                                | Vots nuls                           | Vots nuls                           | 44     | 1,10%    |          |
| Participació (vots vàlids més nuls)                                                                                            | Participació (vots vàlids més nuls)      | Participació (vots vàlids més nuls) | Participació (vots vàlids més nuls) | 4.000  | 68,54%** |          |
| Abstenció | Abstenció                                | Abstenció                           | Abstenció                           | 1.836* | 31,46%** |          |
| Total cens electoral | Total cens electoral                     | Total cens electoral                | Total cens electoral                | 5.846* | 100 %**  |          |
| Alcaldessa: Humildad Guill Fuster (PSPV) (15/06/2019) Per majoria absoluta dels vots dels regidors (9 vots de PSPV)            |                                          |                                     |                                     |        |          |          |
| Fonts: JEC, JEZ Villena. M. Interior, Periòdic Ara. (* No són vots sinó electors. ** Percentatge respecte del cens electoral.) |                                          |                                     |                                     |        |          |          |

### Alcaldes
Des de 2015 l'alcaldessa d'Onil és Humildad Guill Fuster de PSPV.
| Període                       | Alcalde o alcaldessa                               | Partit polític | Data de possessió     | Observacions         |
| ----------------------------- | -------------------------------------------------- | -------------- | --------------------- | -------------------- |
| 1979–1983                     | José Navarro Laosa                                 | AECIO          | 19/04/1979            | --                   |
| 1983–1987                     | Vicente Juan Sanchis                               | PSPV-PSOE      | 28/05/1983            | --                   |
| 1987–1991                     | Vicente Juan Sanchis                               | PSPV-PSOE      | 30/06/1987            | --                   |
| 1991–1995                     | José María Rozalén Rubio                           | PP             | 15/06/1991            | --                   |
| 1995–1999                     | José María Rozalén Rubio                           | PP             | 17/06/1995            | --                   |
| 1999–2003                     | José María Rozalén Rubio                           | PP             | 03/07/1999            | --                   |
| 2003–2007                     | Amando Fernando Picó Juan María Mercedes Mira Reig | PSPV-PSOE      | 14/06/2003 04/02/2005 | Dimissió/renúncia -- |
| 2007–2011                     | Elisa Crescencia Ribera Ferri                      | PP             | 16/06/2007            | --                   |
| 2011–2015                     | José Ramón Francés Blanes                          | PP             | 11/06/2011            | --                   |
| 2015–2019                     | Humildad Guill Fuster                              | PSPV-PSOE      | 13/06/2015            | --                   |
| 2019-2023                     | n/d                                                | n/d            | 15/06/2019            | --                   |
| Des de 2023                   | n/d                                                | n/d            | 17/06/2023            | --                   |
| Fonts: Generalitat Valenciana |                                                    |                |                       |                      |

## Festes

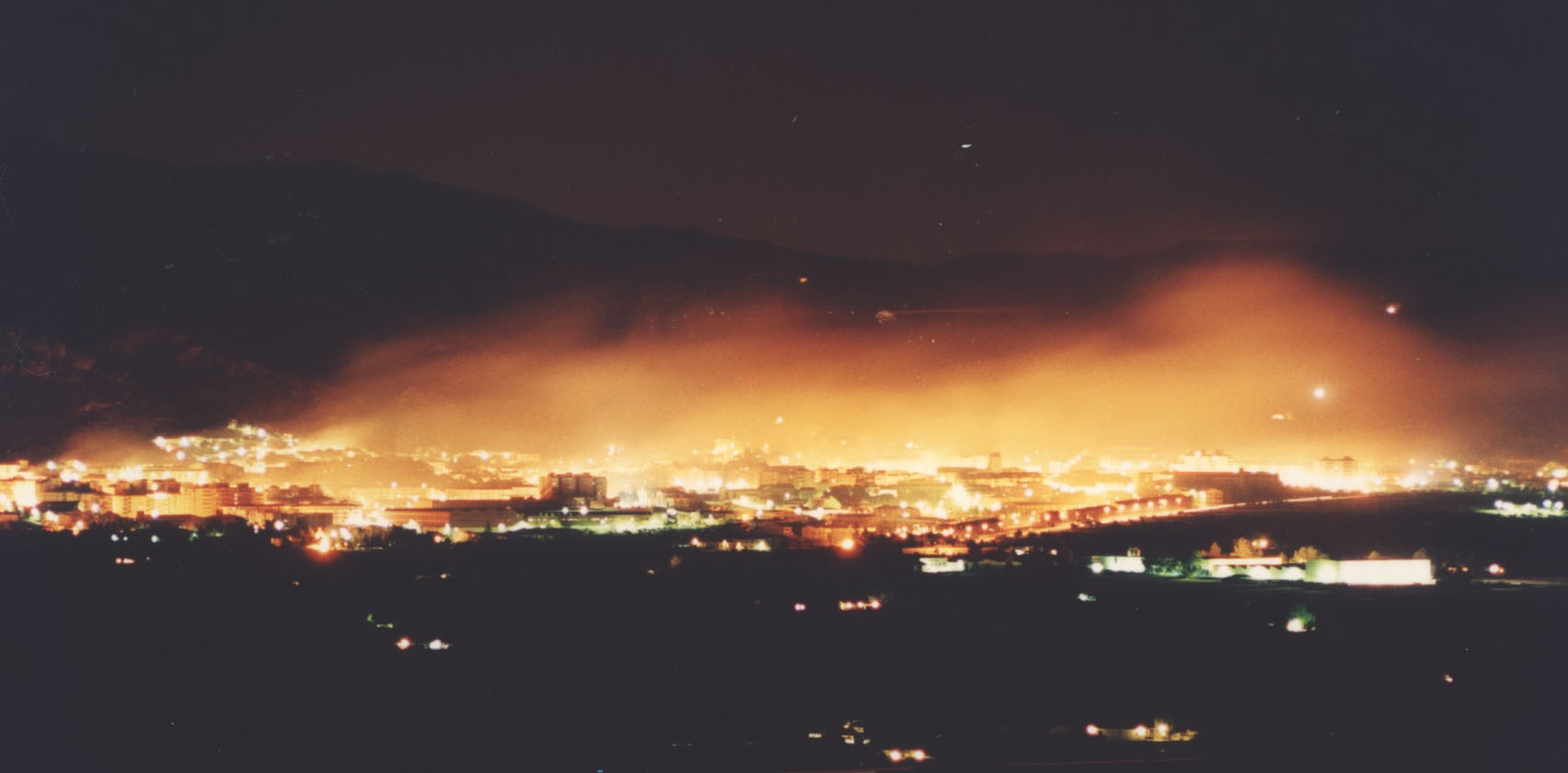
Imatge nocturna d'Onil durant la Nit de les Fogueres

Entre les seues festivitats destaquen les festes de «moros i cristians». Del 22 d'abril a l'1 de maig, les festes dels Moros i Cristians en Honor a la seua Patrona la Mare de Déu de la Salut són sens dubte, la festivitat que més volen els colivencs i en la que, amb més entusiasme participa tot el poble.
Tenen el seu origen allà pel 1648. Aquell any, la pesta va assolar el poble. Llavors, el 22 d'abril, segons sosté una tradició local, tres regidors cada un per separat tenen un somni que els aconsella recórrer a la Mare de Déu, que en una ermita quasi oblidada existia en els afores del poble. La idea és acceptada tant pel rector com pel Consell de la Ciutat, traient l'endemà 23 a la Mare de Déu de la seua ermita i recorrent amb ella tots els carrers del poble. A partir d'eixe dia ja no va haver-hi més morts per pesta a Onil.
Posteriorment van cremar tots els mobles i robes possiblement infectades per a evitar més contagis. A partir d'este dia la pesta ja no va afectar els colivencs, mentre que en els pobles de la rodalia la pesta continuava activa. És per este fet que el 22 d'abril s'inauguren les festes amb la Nit de les Fogueres.

## Personatges il·lustres
- Miquel Payà i Rico (Beneixama, 1811 - Toledo, 1891), arquebisbe de Santiago de Compostel·la, sota el seu pontificat es «redescobriren» les restes de l'apòstol Sant Jaume, amagades en el segle xvi per temor a les incursions del pirata Francis Drake en les costes gallegues. És considerat impulsor modern del camí de Sant Jaume. Arquebisbe de Toledo i primat d'Espanya, va batejar al rei d'Espanya Alfons XIII. Va tindre una intervenció important al Concili Vaticà I.

- Eusebi Sempere, escultor, pintor i artista gràfic nascut a Onil el 3 d'abril de 1923 i mort a Onil en 1985, és el pintor més representatiu del moviment cinètic a l'Estat.

- Carlos Sahagún Beltrán (Onil, Alacant, 4 de juny de 1938 - Madrid, 28 d'agost de 2015) és poeta, premi nacional de Poesia en 1980. També va aconseguir el premi Adonáis en 1957 i el premi Boscán en 1960. L'edició de Poesías completas (2015), d'aparició pòstuma, recull la seua obra entre 1957 i 2000.

- José Javier Arqués Ferrer, esportista, velocista de 100 i 60 metres nascut a Onil el 16 de maig de 1960.

## Nota sobre toponimia
1. ↑  I. El topònim Onil i el gentilici colivenc.
Les qüestions de toponímia i sobretot l'establiment d’hipòtesis etimològiques i de significació en relació amb els toponímics són un camp minat que recomana molta cautela. Heus ací unes quantes reflexions sobre el topònim Onil i els gentilicis que s'hi associen.

En primer lloc, s’hauria de diferenciar entre el topònim Onil (de data molt antiga, segons sembla i explica la investigació en toponímia; vegeu, per exemple, Abelardo Herrero Alonso, "Toponimia premusulmana de Alicante a través de la documentación medieval", Anales de la Universidad de Alicante. Historia medieval, 3 (1984), pp. 7-56 ; i del mateix autor "Toponimia premusulmana de Alicante a través de la documentación medieval, II", Anales de la Universidad de Alicante. Historia medieval, 4-5 (1986), pp. 9-48 ) i el gentilici popular colivenc (d’origen molt posterior). Són dues qüestions diferents, perquè, encara que puga estranyar, es tracta de dues paraules que, en termes estrictament lèxics, no estan emparentades l’una amb l’altra, tot i la relativa similitud fònica entre ambdues. Val a dir que, en aquest cas, l’adjectiu gentilici (el que s’aplica als habitants) no deriva lèxicament del toponímic (del nom de lloc), tal com mostra la relació normal: Alcoi-alcoià, Xixona-xixonenc, Sagunt-saguntí, París-parisenc. Són coneguts també els exemples en què la relació s'ha establert entre formes aparentment discrepants, com ara Lleida-ilerdenc (gentilici cultista que es forma a partir de l’antiga designació de la ciutat en qüestió, la Ilerda llatina); tampoc no existeix una relació d'aquest tipus entre Onil i colivenc.

Mirant-s'ho amb un poc de distància, existeix una discrepància palesa entre el topònim Onil i el gentilici colivenc (sense que en aquest cas es puga recórrer a l'explicació del cas Lleida-ilerdenc o en castellà Cabra-egabrense, on el gentilici està molt pròxim al nom llatí de les ciutats, Ilerda i Egabrum), si més no perquè colivenc presenta una forma peculiar, amb una inopinada c- inicial i una successió i distribució de sons que l'allunyen del topònim Onil, que és la paraula de la qual teòricament hauria de derivar lèxicament, és a dir, compartint la mateixa arrel. No és ací el cas, evidentment. (És per això que seria més adient dir-ne apel·latiu, enlloc de gentilici pròpiament dit, però tant se val.) Per a saber com s’han apropat ambdues paraules, interessa examinar-les primerament per separat.

II. El gentilici popular colivenc.
Quant al gentilici (o apel·latiu) colivenc, estem davant d’un terme de formació relativament recent. En tot cas, és sens dubte d'època romànica; per tant, en el cas valencià, és lògicament posterior al segle xiii; de fet, presumiblement es tracta d’una formació no anterior al segle xvii –i probablement molt posterior–, ja que documentació d'aquesta centúria fa servir encara la fórmula perifràstica "los vehins de Onil". Colivenc es forjà probablement per etimologia popular, com s’explica a continuació.

Colivenc està format pel suffix gentilici característic -enc, afegit a la base lèxica * coliv- (que no es documenta en cap paraula més i és per tant allò que se'n diu un hapax legomenon, un fenomen lingüístic aïllat, pràcticament únic). Segons s’ha postulat, el mot colivenc podria ser resultat d’una metàtesi –concretament, una permutació consonàntica–, és a dir, un canvi segons el qual de * covilenc (suposat, no testimoniat) es degué passar a colivenc. No és fàcil copsar la raó de la metàtesi, del canvi que portà de la forma hipotètica * covilenc a la forma establerta colivenc. Podria pensar-se en raons de comoditat articulatòria o en el desig de separar-se del mot covil 'cau, refugi per a animals' (amb el qual s’ha relacionat per tractar d'explicar-ne l’origen) i les seues connotacions animals i selvàtiques. ¿Podria ser que el gentilici * covilenc sorgira com a designació burlesca de caràcter forà (com passa sovint amb alguns noms gentilicis populars) i es volgué modificar lleugerament en la forma colivenc per tal que se'n perdés el caràcter irrisori? No passa de ser una hipòtesi. (Dit entre parèntesis –i amb tot el respecte–: la forma colivenc, si no fos per l'arrel sentimental del terme, podria entendre's igualment com a adjectiu si més no curiós, format per una c- protètica, afegida a la forma olivenc, és a dir, 'relatiu a les olives, o al color de les olives verdes', el que es prestaria segurament a més d'un acudit. Però ahí estariem davant de noves elucubracions i d'una nova etimologia popular.) El fet és que el gentilici colivenc (no sabem ben bé si, en una fase prèvia, també la forma hipotètica * covilenc) es va fer servir com a complement adjectival del topònim Onil, que se sentia, també en raó d’una etimologia popular (com després s’exposarà), vinculat amb la idea de conill.

El gentilici colivenc pogué sorgir, per tant, per associació merament fònica (i lògicament també instrumental: el gentilici es vincula funcionalment amb el topònim corresponent, independentment de la seua forma) 
1) òbviament amb Onil (que intuïtivament es veia, per suggestió popular –però erròniament–, relacionat amb la noció de conill i abans, almenys al segle xvii, també amb la idea d'ovil, 'quadra o estable per al ramat');
2) amb conceptes i paraules afins como ara covil, entés amb la significació de 'cau' i particularment amb la de 'cau de conills' (del llatí cubīle, -is, 'cau, amagatall', que ha donat per exemple en italià covile i coviglio, 'cau d'animals selvàtics');
3) i potser també amb el mot valencià ovil ('corral', 'estable', del llatí ovīle, -is, que donà en italià per exemple ovile, 'cobertís per a recollir el bestiar', de significació anàloga a ovil).

III. Una antiga etimologia popular d’Onil.
Molt abans que sorgís el gentilici (o apel·latiu) popular colivenc (que podria no tenir una antiguitat més enllà del segle XIX), va haver-hi alguna temptativa d'explicar l'origen del nom Onil. De fet, un text semidocte de mitjan segle xvii (el text, titulat Apologia, satisfacció i resposta entre un síndic d'Onil i un home de Castalla [Apologia satisfacció y resposta entre un síndich de Onil y un home de Castalla], pot llegir-se fragmentàriament a Ramón Sempere Quilis, Onil. Notas históricas, Petrer, Edició de l'autor [Gráficas Tortosa], 1988, pp. 46-47) pretén explicar ingènuament el topònim Onil per simple mutació de la -v- de la paraula ovil ('cobertís per al bestiar') per una -n- (ovil>Onil), basant-se en la següent argumentació. Atés el fet que Onil era, en temps de les guerres púniques i després ja una vegada establerts en la zona els romans, un lloc on es guardava bestiar boví, el nom va nàixer "quant fundaren a Onil" (se suposa que l’autor n'atribueix la fundació als romans, encara que el criteri cronològic és més bé confús en aquest punt del text) per derivació del substantiu llatí ovīle, que simplement per mutació consonàntica (per mutationem litterarum, per un canvi de lletres, sosté l’autor) hauria donat el nom Onil. Estem ahí davant d'un primer cas d'etimologia popular, pel fet que els criteris per a explicar la derivació són peregrins: una hipòtesi històrica no documentada (la fundació romana o púnica –tant se val–, la qüestió del ramat), però sobretot una argumentació lingüística anòmala pel seu caràcter mecanicista i teleològic (la postulació d’un canvi consonàntic arbitrari per tal d’explicar a ultrança la forma final Onil). (Per etimologia popular –segon cas d'etimologia popular–, es relacionaria més tard –segurament, en forjar-se ja el gentilici colivenc, que duia al seu darrere la idea de covil, como s’ha exposat– el nom Onil amb la suggestió del terme conill en raó d'una suposada abundor especial de lagomorfs al seu terme, o bé basant-se simplement en el costum de la cria domèstica d'aquests animals en les conilleres anomenades covils.)

IV. Onil, toponímic preromà?
Si hi ha raons per a rebutjar l'etimologia d’Onil en relació amb els mots ovil o covil i també amb el terme conill, és perquè el topònim Onil és segurament de data molt antiga, i possiblement no hi té res a veure. Segons han suggerit sòlides investigacions en toponímia comparada, no és –passant la línia del temps a l’inrevés– ni d’època romànica, ni d’època musulmana (Carme Barceló Torres, Toponímia aràbica del País Valencià. Alqueries i castells, Xàtiva, 1983, p. 188, sosté que “tal vegada es tracte d’un topònim d’etimologia no àrab”), ni té forma mossàrab atribuïble a època musulmana, ni és de fase romana d'Orient, ni d’època visigòtica, ni d’època romana. Podria ser de temps preromans, i en tot cas sembla relacionat amb l'ibèric (una llengua paleohispànica, no indoeuropea, d'origen incert i que a més no ha pogut ser completament desxifrada ara per ara; una llengua que, però, no es va veure substituïda per complet pel llatí, sinó que va conviure amb la llengua llatina durant molt de temps). El topònim Onil és, si és plausible el seu iberisme (i no fos un hibridisme ibèrico-llatí), de significació encara fosca. És probablement un orònim, un nom que designava en origen alguna peculiaritat geomorfològica (però –alerta– no la del cau de conills!), un accident orogràfic, un hidrònim; també podria contenir alguna referència botànica; i no necessàriament degué sorgir com a designació per a un poblat estable i d'existència ininterrompuda des de temps dels ibers. Es tracta, per tant, d'una paraula segurament sense cap vinculació causal amb el concepte de conill, tot i el paregut fònic que convida a pensar tant còmodament en la idea d’aquell animal i que explica el sorgiment de l'etimologia popular i la seua acceptació natural, afavorida sens dubte pel munt d'expressions proverbials a l'entorn del món dels conills que registra la paremiologia local. (No hi ha, però, en toponímia res còmode i rutinari; de fet, aquesta nota podria titular-se perfectament 'els paranys de la toponímia'. I amb tota seguretat no se n'haurà dit encara l'última paraula.) 

El nom Onil ha perviscut, segons sembla, en forma estranyament inalterada (fònicament parlant), si més no des que se'n té notícia escrita per primera vegada (fonts cristianes de mitjan segle xiii; malauradament no se'n conéixen, de mencions del topònim Onil en documentació en àrab, ni més antigues encara, és clar), ja que la forma Unil (amb les variants, en cas ablatiu, de Unili y de Unilio, és a dir, d’Onil), tal com es pot llegir en documents llatins dels segles xiii i xiv, és una forma llatinitzada no anterior al segle xiii (i no una forma llatina pròpiament dita, no de temps hispanoromans o visigòtics, vol dir-se'n), i apunta presumiblement a una pronunciació final en -il i no en –ill (no palatalitzada, és a dir, no com en el cas de les paraules fill o espill i sí com en fil o abril). (S'han d'obrir ací dos incisos. Primer incís.–La primera aparició estrictament romànica del nom –és a dir, fora de fonts llatines– està datada a l'any 1294, i és una menció col·lateral, per a referir-se a "la senda que va de Hunil a Cabanas” –Cabanes– [Pergamins, processos i cartes reials. Documentació dispersa valenciana del segle xiii, ed. Enric Guinot Rodríguez, València, Universitat de València, 2010, p. 128]. Aquesta forma Hunil introdueix, en aquest debat, un element de dubte per la presència d'una h, que podria fer pensar en una eventual pronúncia aspirada al començament del mot. [No hi ha, però, en les formes llatinitzades anteriors i posteriors al 1294 cap indici de pronunciació aspirada.] Donat que en el testimoni del 1294 hi apareix una u, la forma sembla influïda, a més, pel procediment de notació convencional d’aquest nom en llatí: Unil. Si és plausible la hipòtesi de la pronúncia estable [oníl], ací estaríem davant una forma híbrida romànico-llatina i vacilˑlant només en l'escriptura. [Foraviant és, en tot cas, també la notació de la forma Cabanas per a designar l’alqueria de Cabanes –terme de Castalla–.] Segon incís.–Per altra banda, la forma Homill, que reporta Jerónimo Zurita a la seua crònica, Anales de la Corona de Aragón [1562-1590], llibre IX, cap. 6, podria ser una variant simplement deturpada –una forma aberrant, deguda a la lectura defectuosa d'un document, i registrada només en aquesta episòdica aparició escrita– i, per tant, no pot estar indicant que, tot i la -ll final, se'n fera, en realitzacions normals i en condicions espontànies, una pronúncia palatalitzada, és a dir, com a la paraulla fill. Referint fets del 1356, exposa Zurita: "Había entrado don Diego García de Padilla maestre de Calatrava corriendo la comarca de Castalia y Homill [sic], que son del reino de Valencia; y no pudiendo rendir aquellos lugares por combate, se volvió a Murcia por más gente: y dejó la caballería que llevaba en Villena, a donde mandó hacer diversas máquinas para combatir, con publicación que quería volver a cercar aquellos lugares de Castalia y Homill" [Anales de la Corona de Aragón, ed. Ángel Canellas López, Saragossa, Institución Fernando el Católico, 1978, vol. 4, p. 310]. No se sap ben bé si Zurita està emprant ací, al segle xvi, fonts en castellà del segle xiv, és a dir, més o menys contemporànies o pròximes als fets de què en parla.) En tot cas, quan es degué forjar el nom de lloc Onil (si en efecte data d'època ibèrica i si va sonar sempre igual) encara no s’havia pogut estendre pel territori en qüestió el terme llatí (llatí parlat) cŭnīcŭlus, que donà efectivament els termes romànics conill, conejo –en castellà–, coniglio –en italià–, coelho –en portugués–, conin –en francés antic; i connin i connil en francés literari–, conil –en occità– o qunilya –en mossàrab valencià i balear–, segons els respectius condicionaments d’evolució fonètica. (O, millor dit: no s’havia pogut arribar a la fase de palatalització del mot cŭnīcŭlus. Perqué –per a acabar de complicar les coses– no déu omitir-se que el terme llatí cŭnīcŭlus és paraula també d’origen ibèric. Sembra, però, segurament improbable que el mot Onil puga derivar de la mateixa paraula ibèrica que va donar peu en llatí, partint de la Hispània romana, a cŭnīcŭlus i, cap al segle X d.C. –o poc abans–, als seus derivats romànics, entre ells les formes palatalitzades it. coniglio, cat. conill, port. coelho, mossàr. qunilya. Hi ha també un altre argument de pes, i és que un cas d'afèresi –pèrdua del so consonàntic inicial– del tipus conill>* Onill i de canvi fonètic -ll>-l –pèrdua de la palatalització– a la fi de la paraula per explicar el pas de * Onill –no documentat– a Onil –un cas aquest últim que seria de simplificació articulatòria–, com també s'ha proposat per tal d'explicar l'origen del terme Onil, sembla poc versemblant, atés que un so consonàntic al començament d'una paraula com ara un topònim és en general resistent (si més no en el cas d'un so fort com ho és la c oclusiva) i, per tant, la pèrdua d'una c- inicial en un nom de lloc seria un fenomen més bé rar.) De manera que, dit amb tota cautela, probablement no hi ha en el remotíssim –i encara obscur– terme Onil res que justifique en rigor qualsevol filiació lèxica amb la paraula conill o amb estadis previs en l'evolució d'aquest mot (i tampoc naturalment amb ovil, com postulava el text semidocte del segle xvii, que de manera ximple i mecanicista pretenia explicar-se el toponímic Onil per una mera mutació consonàntica d’ovil, un pas espontani de v a n).

V. Etimologia popular i rigor crític.
La raó de ser de l'etimologia popular és coneguda: allò que sembla fosc i inintel·ligible es tracta d'explicar instintivament mitjançant una derivació fàcil i accessible a tothom. En el cas d'Onil, una suposada abundància especial de conills al seu voltant, si més no en el seu passat, o bé el fet (òbviament no exclusiu d'Onil) que existiren conilleres (covils) o –com primerament s'argumentà al segle XVII– estables per al bestiar (ovils) explicarien satisfactòriament, segons aquest enlluernador etimologisme popular, el naixement del nom del lloc, reforçat (o reforçant-se recíprocament ambdues fal·làcies, no se sap ben bé) per un gentilici, colivenc, que ha sorgit d'una àrea nocional molt afí (basant-se també en l'atribuïda rellevància especial de les conilleres locals, dels covils, d'existència incontestada, això sí).
¶ La intuïció popular no sempre atina, i amb colivenc ha forjat un terme probablement ja inabdicable, allà on la forma estrictament correcta –correcta des d’un punt de mira estretament filològic, s’entén– hauria hagut de ser onilenc. Però és clar que l’adhesió sentimental al terme colivenc farà ja comprensiblement imborrable l’adjectiu tradicional (de tradició recent, segurament no anterior al segle xix, com s'ha tractat d'explicar abans). L'errada és consubstancial a la història de les paraules (i més a la dels noms de lloc i habitants), i els errors també són filologia. Si es parla en termes més o menys doctes o amb una mínima pretensió de crítica, no té sentit, però, seguir insistint en fer derivar de conill o conceptes variants, o afins, el probablement antiquíssim Onil, encara que haja arrelat, per càndida confusió, un gentilici que s’apropa ingènuament a aquelles suggestions zoològiques, que resulten òbviament més familiars i complaents que no l'enigma, encara irresolt, del seu origen.